# Jean Servais

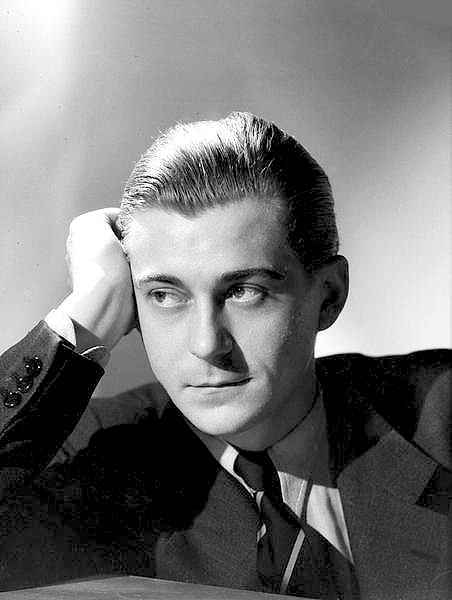
Jean Servais (1939)

Jean Aimé Antoine Servais (* 24. September 1910 in Antwerpen; † 17. Februar 1976 in Paris) war ein belgischer Schauspieler. Neben seiner erfolgreichen Bühnenkarriere trat er in über 80 Film- und Fernsehrollen in Erscheinung. Einem breiten Publikum wurde er durch Jules Dassins Spielfilm Rififi (1955) bekannt.

## Leben

### Ausbildung und Theaterarbeit
Jean Servais wurde 1910 (anderen Angaben zufolge 1912) als Sohn des Artillerieoffiziers Henri Servais und dessen Ehefrau Marguerite (Geburtsname Courduan) geboren. Er besuchte das Collège Saint-Michel in Brüssel und kam während seines Jurastudiums in der belgischen Hauptstadt mit dem Theater in Berührung. Daraufhin wechselte er ins Schauspielfach und studierte am Brüsseler Conservatoire d'Art Dramatique. Später machte er die Bekanntschaft von Raymond Rouleau. Dieser nahm ihn ins Schauspielensemble des Théâtre du Marais in Brüssel auf, wo Servais in Ferdinand Bruckners Theaterstück Krankheit der Jugend erster Erfolg beschieden war.
1930 gastierten Servais, Rouleau und Madeleine Ozeray mit dem Bruckner-Drama auch erfolgreich in Paris. Zwei Jahre später zog der Belgier in die französische Hauptstadt, wo zahlreiche Bühnenhauptrollen in verschiedenen Schauspielhäusern folgen sollten. Servais trat der bekannten Theatergruppe um Jean-Louis Barrault und Madeleine Renaud bei und blieb zeit seines Lebens der Bühne verbünden. Er bekleidete mit Erfolg Rollen in klassischen Stücken wie in zeitgenössischen Stoffen, darunter Werke von Jean Anouilh (Die Probe oder die bestrafte Liebe, 1950), Paul Claudel (Der Tausch, 1951; Mittagswende, 1952), Jean Giraudoux (Pour Lucrèce, 1953), Ben Jonson (Volpone, 1955), Anton Tschechow (Der Kirschgarten, 1954) und Peter Weiss (Marat/Sade, 1966). 1969 war er mit Madeleine Renaud in der französischsprachigen Aufführung von Marguerite Duras’ Die englische Geliebte am Londoner Royal Court Theatre zu sehen.

### Filmkarriere
Parallel zu seiner Arbeit am Theater debütierte Servais 1932 mit einer Nebenrolle in Jack Forresters Spielfilm Criminel (1932). Es folgten weitere Auftritte in französischen Spielfilmproduktionen, darunter die Hauptrolle des Frédéric Chopin in La chanson de l'adieu oder der Part des Marius in Raymond Bernards Hugo-Adaption Die Verdammten (beide 1934). Seine Bass-Stimme und sein zurückhaltendes Spiel fand vor allem in Dramen Verwendung. Nach dem Zweiten Weltkrieg fand er 1948 mit Marcel Cravennes Danse de mort mit Erich von Stroheim zurück auf die Kinoleinwand. Das Erscheinungsbild des belgischen Schauspielers hatte sich jedoch stark verändert. Sein zerfurchtes Gesicht, seine traurigen Augen und das müde Lächeln strahlten von nun an eine melancholische Intelligenz aus. Dazu trug auch seine tiefe, wohlklingende Grabesstimme bei, die ihm diverse Sprechrollen in Dokumentar- und Spielfilmen einbringen sollte, so in Alain Resnais’ Gauguin (1950) und Jacques Demys Eselshaut (1970). Das grüblerische, quälende Gebaren, das er zeit seines Lebens an den Tag legte, prädestinierte Servais für desillusionierte, verwirrte Figuren, darunter jene des sonderbaren, unheimlichen Pensionsgastes in Yves Allégrets Drama Ein hübscher kleiner Strand (1949) mit Gérard Philipe und Madeleine Robinson.
Den internationalen Durchbruch als Filmschauspieler hatte er 1955 mit der Hauptrolle in Jules Dassins Rififi. In dem Spielfilm schlüpfte Servais in die Rolle eines Juwelenräubers, der, gerade aus dem Gefängnis entlassen, einen Überfall auf ein Juweliergeschäft vorbereitet. Der realistische Krimi mit seiner detaillierten Einbruchssequenz gilt als Meisterwerk und „Großvater“ aller Caper Movies. Für den Part des abgebrühten, methodisch vorgehenden Gangsterbosses Tony wurde Servais 1955 mit dem französischen Étoile de Cristal als Bester Darsteller ausgezeichnet. Mit Dassin arbeitete der Schauspieler 1956 ein weiteres Mal zusammen, an dem preisgekrönten Drama Der Mann, der sterben muß, in dem er als griechisch-orthodoxer Pope zu sehen ist, der die Überlebenden eines türkischen Massakers ablehnt. Nach der Rolle als rücksichtsloser lateinamerikanischer Gouverneur in Luis Buñuels Melodram Für ihn verkauf’ ich mich (1959) arbeitete er zwar bis in die 1970er Jahre hinein noch als Filmschauspieler, an den Erfolg von Rififi konnte er aber nicht mehr anknüpfen. In den 1960er Jahren übernahm er kleine Charakterrollen in internationalen Produktionen wie dem Oscar-prämierten US-amerikanischen Kriegsfilm Der längste Tag (1962) oder Philippe de Brocas erfolgreicher Komödie Abenteuer in Rio (1964). Seine Filmkarriere ließ er dann mit Auftritten in französischen und italienischen B-Movies ausklingen.
Jean Servais war mit der französischen Schauspielerin Dominique Blanchar, der Tochter des bekannten Schauspielers Pierre Blanchar, verheiratet. Die Ehe wurde geschieden. 1976 starb Servais im Alter von 65 Jahren während einer Operation an Herzinsuffizienz.

## Filmografie (Auswahl)
- 1934: Die Verdammten (Les Misérables)
- 1934: Angele (Angèle)
- 1944: Das leichte Leben (La Vie de plaisir)
- 1948: Danse de mort
- 1949: Ein hübscher kleiner Strand (Une si jolie petite plage)
- 1950: Rendezvous in Paris (Le Château de verre)
- 1952: Pläsier (Le Plaisir)
- 1953: Mina de Vanghel (Les Crimes de l’Amour)
- 1953: Liebe im Kreise (Rue de l’Estrapade)
- 1953: Im Wirbel von Marseille (Tourbillon)
- 1955: Straße der Verdammten (Le Couteau sous la Gorge)
- 1955: Rififi (Du rififi chez les Hommes)
- 1955: Die Helden sind müde (Les Héros sont fatigués)
- 1956: Die Herrscherin vom Libanon (La Châtelaine du Liban)
- 1957: Der Mann, der sterben muß (Celui qui doit mourir)
- 1957: Das Rad (La Roue)
- 1957: Killer lassen bitten (Quand la Femme s’en mêle)
- 1958: Die schwarze Sklavin (Tamango)
- 1958: Die Nacht und ihr Preis (Cette nuit-là)
- 1958: Die Ratten von Paris (Les Jeux dangereux)
- 1959: Für ihn verkauf’ ich mich (La Fièvre monte à El Pao)
- 1960: Mord bei 45 Touren (Meurtre en 45 tours)
- 1961: Die Sahara brennt (Le Sahara brûle)
- 1961: An einem Freitag um halb zwölf…
- 1961: Die Lügner (Les Menteurs)
- 1961: Mitternachtsparty (Le Jeu de la Vérité)
- 1962: Verbrechen aus Liebe (Le Crime ne paie pas)
- 1962: Der längste Tag (The Longest Day)
- 1963: Rififí en la ciudad
- 1964: Thomas, der Betrüger (Thomas l’Imposteur)
- 1964: Abenteuer in Rio (L’Homme de Rio)
- 1965: Der unheimliche Mörder (Sursis pour un espion)
- 1966: Sie fürchten weder Tod noch Teufel (Lost Command)
- 1966: Die Haut des Anderen (Avec la Peau des autres)
- 1967: Null Uhr sieben kommt John Harris (Qualcuno ha tradito)
- 1968: An einem Freitag in Las Vegas (Las Vegas, 500 millones)
- 1968: Töten war ihr Job (Seduto alla sua destra)
- 1968: Der Teufelsgarten (Coplan sauve sa peau)
- 1968: Lieber eine junge Witwe (Meglio vedova)
- 1970: Eselshaut (Peau d’âne)
- 1971: La plus longue nuit du diable
- 1974: Der eiskalte Job (Le Protecteur)

## Auszeichnungen
- 1955: Étoile de Cristal für Rififi (Bester Darsteller)